# Dicranomyia (Sivalimnobia) fortis
Dicranomyia (Sivalimnobia) fortis is een tweevleugelige uit de familie steltmuggen (Limoniidae). De soort komt voor in het Oriëntaals gebied.